# Razdor
Razdor (en rus: Раздор) és un poble de l'óblast d'Astracan, a Rússia, segons el cens del 2010 tenia 1.208 habitants.